# Rolf Gnadl

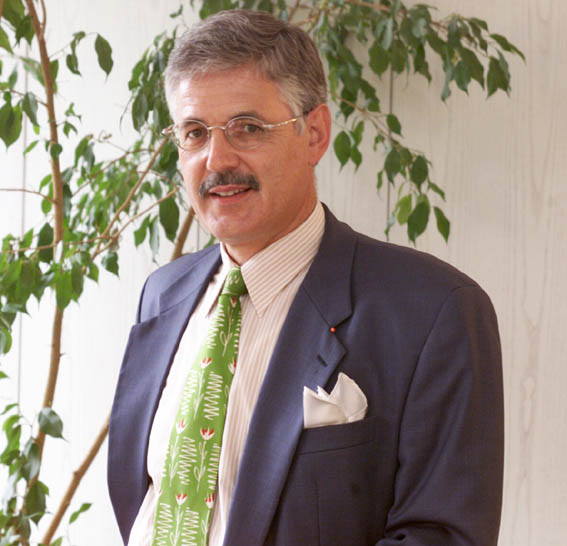
Rolf Gnadl

Rolf Gnadl (* 17. Mai 1953 in München) ist ein deutscher Politiker (SPD) und war von 1992 bis 2008 Landrat des Wetteraukreises.

## Lebenslauf
Rolf Gnadl besuchte von 1959 bis 1970 die Grund- und Realschule und schloss letztere mit der Mittleren Reife ab. Zwischen 1970 und 1979 war er beim Wetteraukreis tätig. Dort hatte er 1972 die Verwaltungsprüfung I sowie 1974 die Verwaltungsprüfung II abgelegt. Zwischen 1974 und 1979 war er bei der Abteilung Kommunalaufsicht tätig. In den Jahren 1976 bis 1979 absolvierte er ein Berufsbegleitendes Abendstudium (7 Semester) an der Wirtschaftsakademie Mainz, welches er mit dem Verwaltungsdiplom abschloss.
Nach seinem Ausscheiden aus dem Amt des Landrats wechselte Gnadl Anfang 2008 in die Geschäftsleitung der Oberhessische Versorgungsbetriebe AG (OVAG). Dieser gehörte er bis Ende Dezember 2017 an, als er in den Ruhestand ging. Sein Nachfolger wurde Joachim Arnold.
Er ist verheiratet und hat zwei Töchter. Seine Tochter Lisa Gnadl ist seit Januar 2008 Abgeordnete im Hessischen Landtag.

## Politischer Werdegang
Rolf Gnadl ist seit 1973 Mitglied der SPD in verschiedenen Funktionen. So gehört er seit 1982 dem SPD-Unterbezirksvorstand Wetterau an. Von 1984 bis 2000 war er Stellvertretender Vorsitzender des SPD-Unterbezirksvorstands Wetterau. Seit 1984 ist er Mitglied im Landesvorstand der Sozialdemokratischen Gemeinschaft für Kommunalpolitik (SGK). Zwischen 1983 und 1992 gehörte er dem Kreistag des Wetteraukreises an. Während dieser Zeit (1985–1988) war er Fraktionsvorsitzender der SPD-Kreistagsfraktion. Seit 2001 ist er Mitglied im SPD-Regionalvorstand Frankfurt RheinMain.
In den Jahren 1979, 1984 und 1990 wurde er zum Bürgermeister der Gemeinde Glauburg gewählt.
Seine erste Wahl zum Landrat des Wetteraukreises erfolgte 1992. Wiederwahlen waren 1997 und 2003. Im Januar 2008 trat er nicht mehr zur Wahl an. Sein Nachfolger wurde Joachim Arnold (SPD).
In der regionalpolitischen Diskussion über die zukünftige Gestaltung der Stadtregion Frankfurt gehört Gnadl zu den wichtigsten Beteiligten. Im Gegensatz zu den Landräten der meisten anderen an Frankfurt am Main angrenzenden Landkreise befürwortet Gnadl die SPD-Forderung nach einer Auflösung der Kreise zugunsten eines Regionalkreises. Als einer von nur wenigen Repräsentanten der Umlandkreise vertritt Gnadl die Meinung, dass die funktionale und fiskalische Auszehrung der Kernstädte Frankfurt und Offenbach durch Suburbanisierungseffekte – auch im mittelfristigen Interesse des Umlands selbst – gestoppt und durch ein System regionaler Solidarität aufgefangen werden muss.

## Mitgliedschaften in Gremien o. ä.
- Stellvertretender Aufsichtsratsvorsitzender im Rhein-Main-Verkehrsverbund (RMV) GmbH
- Mitglied der Gesellschafterversammlung des RMV
- Sprecher der SPD-Aufsichtsratsmitglieder im RMV
- Mitglied im Landesvorstand der SPD Hessen
- Aufsichtsratsvorsitzender der Regionalpark Ballungsraum RheinMain gemeinnützige GmbH
- Mitglied bei der Regionalkonferenz Frankfurt RheinMain
- Vorsitzender des Arbeitskreises „Verkehr“ der Regionalkonferenz RheinMain
- Mitglied im Präsidium des Hessischen Landkreistages
- Aufsichtsratsvorsitzender Oberhessische Versorgungsbetriebe AG, Friedberg
- Aufsichtsratsvorsitzender Wetterauer Verkehrsgesellschaft mbH
- Verwaltungsratsvorsitzender Sparkasse Oberhessen
- Mitglied des Aufsichtsrates der hessenEnergie GmbH